# Obereopsis endroedii
Obereopsis endroedii är en skalbaggsart som beskrevs av Stefan von Breuning 1973. Obereopsis endroedii ingår i släktet Obereopsis och familjen långhorningar.
Artens utbredningsområde är Ghana. Inga underarter finns listade i Catalogue of Life.